# Myodes centralis
Myodes centralis é uma espécie de roedor da família Cricetidae.
Pode ser encontrada nos seguintes países: China e Quirguistão.